# Ljudstvo
Ljudstvo (tudi rodovno-plemenska skupnost; slabšalno pleme) je etnična skupina na višji ravni družboekonomskega razvoja; ko se prične sorodstvena povezanost nadomeščati z ozemeljsko pripadnostjo. Vse večjo vlogo imajo elementi skupne kulture.
V Evropi z izrazom ljudstvo poimenujemo etnične skupine v času srednjega veka oz. fevdalizma, ko so bili bodoči jeziki še v nastajanju. Povezovali so se na osnovi pripadnosti lokalni skupini ali verske pripadnosti.